# Morový sloup Nejsvětější Trojice v Teplicích
Sloup Nejsvětější Trojice v Teplicích je barokní morový sloup. Nachází se na Zámeckém náměstí v severočeských Teplicích v Ústeckém kraji. Objekt je chráněn jako kulturní památka.

## Historie
Sloup nechal vybudovat majitel panství František Karel z Clary-Aldringenu jako výraz vděku poté, co se v roce 1713 Teplicím vyhnula morová epidemie, a také na památku usmíření čtyř bratří z rodu Clary-Aldringenů.
Autorem provedení sloupu v letech 1718–1719 byla dílna Matyáše Bernarda Brauna za pomoci teplického kameníka Baumela. Původní koncept počítal s vybudováním kašny.
Na hlavici sloupu na zemské sféře sedí Bůh Otec se Synem a nad nimi je holubice. Horní trojici soch po obvodě tvoří svatý Jeroným s lebkou a biblí, svatý Pavel (hledící směrem k domu „Stadt Klagenfurt“) a svatý Jan Křtitel se zlatým křížkem.
Dolní trojicí tvoří patroni proti moru, sv. Karel Boromejský s kardinálským kloboukem, svatý Roch se psem a svatý Šebestián připoutaný řetězy a probodaný šípy. Na konci 19. století byly tři sochy nahrazeny kopiemi, originály jsou vystaveny v lapidáriu na zámku v Duchcově.